# Cryptochironomus defectiforceps
Cryptochironomus defectiforceps är en tvåvingeart som beskrevs av Jean-Jacques Kieffer 1922. Cryptochironomus defectiforceps ingår i släktet Cryptochironomus och familjen fjädermyggor.
Artens utbredningsområde är Tyskland. Inga underarter finns listade i Catalogue of Life.